# 谷桃子 (バレエダンサー)
谷 桃子（たに ももこ、1921年1月11日 - 2015年4月26日）は、日本のバレリーナ、振付家である。一般財団法人谷桃子バレエ団総監督。本名は上田 桃子（うえだ ももこ）。日本バレエ協会第3代会長、全日本舞踊連合理事等を歴任した。

## 経歴
1921年（大正10年）1月11日、兵庫県姫路市に生まれる。7歳まで同県西宮市で育つ。父は外国の商社勤務で、母は父以上にモダンな感覚の女性。まだ3歳だった1924年（大正13年）、来日して神戸市の聚楽館で公演が行われた『瀕死の白鳥』でのアンナ・パブロワを観劇している。白鳥の死を心配して「あー」と指さし、母は幼いのに理解できていると思った。これがきっかけで小学生で上京している時、引っ込み思案になっていたので、当時周囲には同様の子はいないがバレエを習わせた。
旧制小学校生の1929年（昭和4年）、満8歳のときに石井漠舞踊団に入団、石井漠、その義妹の石井小浪（1905年 - 1978年）にモダンダンスで師事する。1928年9月30日石井小浪第1回舞踊公演（日本青年館）に出演し初舞台。文化学院を卒業後、第二次世界大戦初期、満22歳になった1943年（昭和18年）に日劇ダンシングチームに入団、益田隆（1910年 - 1996年）、伊藤道郎に師事し、現代舞踊のダンサーとして活動する。
1946年（昭和21年）谷の相談役相手の評論家・中根宏の紹介で小牧正英に師事してクラシックバレエに転向。小牧も参加した第1期東京バレエ団に参加、同年10月14日 - 同29日、同団第2回公演として帝国劇場で行われた「藝術祭バレエ公演」のうち、草刈義人（1909年 - 2004年）原案・台本による『パガニーニの幻想』（振付小牧正英）に「少女」役で出演、これがバレエデビュー第1作に当たる。日劇を辞めて1947年2月10日から23日同団帝国劇場で『バラの精』（振付補正、小牧正英）「少女」出演（東宝公演）。1947年（昭和22年）10月4日 - 25日東京バレエ団第3回公演（帝国劇場）「コッペリア」（全幕日本初演）で主演、プリンシパルとして「スワルニダ」役を演じて「フランツ」役の小牧を相手役とした。1948年（昭和23年）1月9日 - 同13日、東京バレエ団関西公演で大阪朝日会館で行った「グランドバレエ コッペリア 靑い眼の少女」の公演で、同配役で「スワルニダ」。。1948年11月5日 - 15日東京バレエ団第4回公演（有楽座）『白鳥の湖』オデット役をダイジェスト版で初演。同団は現在の東京バレエ団とは直接の関係はなく、5年の活動で1950年2月終幕で解散した。

### 谷桃子バレエ団、結成
1948年バレエ団結成準備団体として前身｢東京バレエ研究会｣を大滝愛子、長谷川訓子、内田道生、有馬五郎、田中好道らと発会する。1949年（昭和24年）に谷桃子バレエ団を組織する。翌1950年（昭和25年）2月1日 - 同14日、小牧正英バレエ団・服部島田バレエ団との合同公演を有楽座で開き、『白鳥の湖』、『コッペリア』を、小牧正英バレエ団のプリマ・広瀬佐紀子（1927年 - ）や大滝愛子とともに交代で主演する。同年映画『赤い靴』がヒットし全国的なバレエ・ブームで教室も多く開かれる中、主演の英国バレリーナモイラ・シアラーから、谷が日本を代表するバレリーナだとして、映画と同色の赤いトウシューズを贈られて話題に。谷のブロマイドが売れ、地方公演が相次いだ。1951年（昭和26年）11月、瀧口修造らの実験工房の第1回発表会において、『生きる悦び』を益田隆とともに上演した。1954年（昭和29年）4月7日から1955年2月22日までパリに留学。『白鳥の湖』オデット役を留学帰国記念として1955年谷桃子バレエ団として古典バレエの全幕の初演で、深みを増した演技と舞台で、翌年・全国巡演。生涯ほぼ1000回演じて、日本のバレエ界に一時代を画した。その後、1956年（昭和31年）『ジゼル』で舞踊ペンクラブ賞、1962年（昭和37年）『リゼット』で芸術祭奨励賞を受賞した。
1974年（昭和49年）、満53歳のときに、腰の軟骨が消耗し、バレエの全幕は無理だと、ドクターストップ。『ジゼル』を最後に現役ダンサーを引退する。後には同バレエ団で芸術監督、振付家として、古典のみならず創作バレエも作り、後身を指導する。2003年（平成15年）、日本バレエ協会第3代会長に就任、2006年（平成18年）に退任した。子弟には、有馬五郎（1922年 - 1993年）。門下には、松岡伶子、石井清子、高部尚子、黒田育世、尾本安代、伊藤範子らがいる。
2015年（平成27年）4月26日、敗血症のため神奈川県川崎市の病院で死去した。満94歳没。同年5月3日に青山葬儀所で行われた葬儀の喪主は、妹の伊達ナナが務めた。ピアニスト・東京芸術大学教授の伊達純（1920年 - 2000年）は義弟に当たる。同バレエ団は、赤城圭が継承して団長に就任し、芸術監督は齊藤拓が務めた。
2017年5月、2011年1月から副団長を務める髙部尚子が代表を兼任する芸術監督に就任。

## 年譜
- 1929年 - 石井漠舞踊団で石井漠と石井小浪にモダンダンスで師事する[3]。
- 1943年 - 日劇ダンシングチームに入団[8]。
- 1946年 - 小牧正英に師事しクラシックバレエに転向する[14]。
- 1947年 - 東京バレエ団『コッペリア』の日本初演で主役を踊る[5]。
- 1948年 - 東京バレエ団『白鳥の湖』オデット役をダイジェスト版で初演[13]。
- 1949年 - 谷桃子バレエ団を組織[16]。
- 1955年 - フランス留学帰国記念で谷桃子バレエ団として古典バレエの全幕初演で『白鳥の湖』オデット役[18]。
- 1958年 - この年に設立された日本バレエ協会に前年から発起人としてかかわる[21]。
- 1974年 - 舞台を引退し、振り付け、ダンス創作、指導に専念[3]。

- 2015年 - 敗血症のため川崎市内の病院で死去[22][23]。94歳没。

## 受賞
- 1956年『ジゼル』舞踊ペンクラブ賞
- 1962年『リゼット』 文化庁芸術祭奨励賞
- 1972年 東京新聞舞踊芸術賞
- 1984年 紫綬褒章受章[7]
- 1993年 勲四等宝冠章受章[23]

## 映画
- 『舞姫』 : 製作児井英男、監督成瀬巳喜男、原作川端康成、脚本新藤兼人、主演山村聡・高峰三枝子、製作・配給東宝、1951年8月17日公開 - 「振付」役で谷桃子バレエ団とともに出演（特別出演）、85分の上映用プリントをNFCが所蔵[24]

スタッフ
- 『ノンちゃん雲に乗る』 : 製作熊谷久虎・中田博二、監督倉田文人、原作石井桃子、脚本倉田文人・村山節子、主演鰐淵晴子、出演:谷桃子バレエ団、製作芸研プロダクション、配給新東宝、1955年6月7日公開 - バレエ振り付け、84分の上映用プリントをNFCが所蔵[24]

。

## テレビ
- 『バレエ 女の愛と生涯』 : 共演:原島雅子・谷桃子バレエ団、製作日本放送協会、1960年6月9日放映、テレビ番組名『舞踊回り舞台』 、主演[28]

## モデルとなった絵画
- 奥村土牛『踊り子』（第41回院展、1956年）[7][29]